# Folsomides vinosus
Folsomides vinosus är en urinsektsart som beskrevs av Fjellberg 1993. Folsomides vinosus ingår i släktet Folsomides och familjen Isotomidae. Inga underarter finns listade i Catalogue of Life.